# Skomorochy (obwód lwowski)
Skomorochy (ukr. Скоморохи) – wieś na Ukrainie, w rejonie czerwonogrodzkim obwodu lwowskiego, nad Bugiem. Wieś liczy około 900 mieszkańców.
Wieś starostwa niegrodowego sokalskiego w XVIII wieku. W II Rzeczypospolitej do 1934 samodzielna gmina jednostkowa. Następnie należała do zbiorowej wiejskiej gminy Skomorochy w powiecie sokalskim w woj. lwowskim, której była siedzibą.
W związku z poprowadzeniem nowej granicy państwowej na Bugu, Skomorochy wraz z główną częścią gminy Skomorochy zostały przyłączone do Ukraińskiej SRR.